# رجل السلك (فلم)
رجل السلك (بالإنجليزية: The Cable Guy) هو فيلم كوميديا سوداء أمريكي أنتج سنة 1996، بطل الفيلم هو ايقونة الكوميديا جيم كاري.

## القصة
يحكي قصة الفيلم أن (تشيب)اتصل عليه (ستيفن) كان يعمل تشيب على انه عامل قنوات الكابل وقال أنه يريد قنوات واستمر الحديث حتى طلب تشيب صداقة ستيفن فوافق ستيفن فاستمرت صداقتهما إلا أن تفرقا بسبب افعال شيب ثم بأتي تشيب ويدمر حياة ستيفن وينتهي الامر بانقذاهم الاثنين مع صديقة ستيفن ويذهب تشيب إلى المستشفى النفساني.

## الميزانية والإيرادات
بلغت تكلفة إنتاج الفيلم حوالي 47 مليون دولار بينما حقق إيرادات تقدر بـ 102.8 مليون دولار.

## وصلات خارجية
- مقالات تستعمل روابط فنية بلا صلة مع ويكي بيانات